# Список міністрів поліції та громадського порядку Грузії
Міністр поліції та громадського порядку Грузії — глава Міністерства внутрішніх справ Грузії. Призначається на посаду й усувається від неї Президентом Грузії.
Теперішній міністр — Вахтанг Гомелаурі.

## Список міністрів

### Міністри внутрішніх справ Грузинської Демократичної Республіки
| # | Ім'я          | Фото | Термін на посаді    | Партія | Примітки |
| - | ------------- | ---- | ------------------- | ------ | -------- |
| 1 | Ной Рамішвілі |      | 26 травня 1918–1921 |        |          |

### Глави органу внутрішніх справГрузинської РСР
| #                                                 | Ім'я                                              | Фото                                              | Термін на посаді                                                | Партія                                            | Примітки                                          |                                                   |                                                   |
| Народні комісари внутрішніх справ Грузинської РСР | Народні комісари внутрішніх справ Грузинської РСР | Народні комісари внутрішніх справ Грузинської РСР | Народні комісари внутрішніх справ Грузинської РСР               | Народні комісари внутрішніх справ Грузинської РСР | Народні комісари внутрішніх справ Грузинської РСР | Народні комісари внутрішніх справ Грузинської РСР | Народні комісари внутрішніх справ Грузинської РСР |
| ------------------------------------------------- | ------------------------------------------------- | ------------------------------------------------- | --------------------------------------------------------------- | ------------------------------------------------- | ------------------------------------------------- | ------------------------------------------------- | ------------------------------------------------- |
|                                                   | Олексій Гегечкорі                                 |                                                   | 1922 — 1923                                                     |                                                   |                                                   |                                                   |                                                   |
|                                                   | Лаврентій Берія                                   |                                                   | 4 квітня 1927 — грудень 1930                                    | ВКП(б)                                            |                                                   |                                                   |                                                   |
|                                                   | Сергій Гоглідзе                                   |                                                   | 1 січня 1937 — 14 листопада 1938                                | ВКП(б)                                            |                                                   |                                                   |                                                   |
|                                                   | Авксентій Рапава                                  |                                                   | 29 листопада 1938 — 26 лютого 1941                              | ВКП(б)                                            |                                                   |                                                   |                                                   |
|                                                   | Варлам Какучая                                    |                                                   | 11 березня — 31 липня 1941                                      | ВКП(б)                                            |                                                   |                                                   |                                                   |
|                                                   | Авксентій Рапава                                  |                                                   | 31 липня 1941 — 7 травня 1943                                   | ВКП(б)                                            |                                                   |                                                   |                                                   |
|                                                   | Григорій Каранадзе                                |                                                   | 7 травня 1943 — 1946                                            | ВКП(б)                                            |                                                   |                                                   |                                                   |
| Міністри внутрішніх справ Грузинської РСР         |                                                   |                                                   |                                                                 |                                                   |                                                   |                                                   |                                                   |
| 1                                                 | Григорій Каранадзе                                |                                                   | 1946 — 8 квітня 1952                                            | КПРС                                              |                                                   |                                                   |                                                   |
|                                                   | Вахтанг Лоладзе                                   |                                                   | 29 травня 1952 — 16 березня 1953                                | КПРС                                              |                                                   |                                                   |                                                   |
|                                                   | Олександр Кочлавашвілі                            |                                                   | 16 березня 1953 — 21 березня 1953                               | КПРС                                              |                                                   |                                                   |                                                   |
|                                                   | Варлам Какучая                                    |                                                   | 21 березня 1953 — 10 квітня 1953                                | КПРС                                              |                                                   |                                                   |                                                   |
|                                                   | Володимир Деканозов                               |                                                   | 10 квітня 1953 — 30 червня 1953 (або 15 квітня — 10 липня 1953) | КПРС                                              |                                                   |                                                   |                                                   |
|                                                   | Олексій Інаурі                                    |                                                   | 20 липня 1953 — 26 березня 1954                                 | КПРС                                              |                                                   |                                                   |                                                   |
|                                                   | Володимир Джанджгава                              |                                                   | 4 травня 1954 — 24 грудня 1958                                  | КПРС                                              |                                                   |                                                   |                                                   |
|                                                   | Едуард Амвросійович Шеварднадзе                   |                                                   | 1965 — 1972                                                     | КПРС                                              |                                                   |                                                   |                                                   |

### Міністри внутрішніх справГрузії
| #     | Ім'я               | Фото | Термін на посаді              | Партія                  | Примітки |
| ----- | ------------------ | ---- | ----------------------------- | ----------------------- | -------- |
|       | Ділар Хабуліані    |      |                               |                         |          |
| в. о. | Давид Саларідзе    |      | січень 1992 — \|              |                         |          |
|       | Роман Гвенцадзе    |      |                               |                         |          |
|       | Теймураз Хачішвілі |      | листопад 1992 — вересень 1993 |                         |          |
| в. о. | Едуард Шеварднадзе |      | вересень 1993 — \|            |                         |          |
|       | Шота Квірая        |      |                               |                         |          |
|       | Каха Таргамадзе    |      |                               |                         |          |
|       | Коба Нарчемашвілі  |      |                               |                         |          |
|       | Георгій Барамідзе  |      | листопад 2003 — червень 2004  |                         |          |
|       | Іраклій Окруашвілі |      | червень 2004 — 17 грудня 2004 | Єдиний національний рух |          |

### Міністри поліції та громадського порядку Грузії
| #     | Ім'я                | Фото | Термін на посаді                     | Партія | Примітки        |
| ----- | ------------------- | ---- | ------------------------------------ | ------ | --------------- |
| 1     | Вано Мерабішвілі    |      | 18 грудня 2004 — 4 липня 2012        |        |                 |
| 2     | Бачо Ахалая         |      | 4 липня 2012 — 20 вересня 2012       |        |                 |
| в. о. | Екатеріне Зґуладзе  |      | 20 вересня 2012 — 25 жовтня 2012     |        |                 |
| 3     | Іраклі Гарібашвілі  |      | с 25 жовтня 2012 — 20 листопада 2013 |        |                 |
| 4     | Олександр Чикаїдзе  |      | 20 листопада 2013 — 23 січня 2015    |        |                 |
| 5     | Вахтанг Гомелаурі   |      | 26 січня 2015 — 1 серпня 2015        |        | Грузинська мрія |
| 6     | Георгій Мгебрішвілі |      | 1 серпня 2015 — 13 листопада 2017    |        |                 |
| 7     | Георгій Гахарія     |      | 13 листопада 2017 — 8 вересня 2019   |        | Грузинська мрія |
| 8     | Вахтанг Гомелаурі   |      | 8 вересня 2019 —нині                 |        | Грузинська мрія |